# 범함수 미적분학
수학에서 범함수 미적분학은 함수를 연산자에 적용할 수 있게 해주는 이론이다. 이제는 스펙트랄 이론과 연결된 함수해석학 분야의 한 가지(더 정확하게는 여러 관련 영역)이다. (역사적으로 이 용어는 변분법과 동의어로도 사용되었다. 때때로 함수 방정식의 유형과 관련하여 사용되거나 술어 미적분 시스템의 논리에서 사용된다.)
{\displaystyle f}는 함수이고, 실수 값 함수고, {\displaystyle M}이 연산자이면 표현식 {\displaystyle f(M)}이 의미 있어야 하는 특별한 이유는 없다. 만약 의미가 있다면, {\displaystyle f}를 더 이데알 원래 이 함수의 정의역에서 사용하지 않는 것이다. 연산자 미적분 의 전통에서 연산자의 대수식은 의미와 상관없이 처리된다. 하지만 {\displaystyle f(x)=x^{2}}과   {\displaystyle n\times n} 행렬 {\displaystyle M}의 경우 '행렬 제곱'에 대해 이야기하면 거의 눈에 띄지 않게 지나간다. 범함수 미적분학의 아이디어는 이러한 종류의 과도한 표기법에 대한 원칙적인 접근 방식을 만드는 것이다.
가장 직접적인 경우는 정사각 행렬에 다항식 함수를 적용하여 방금 논의한 내용을 확장하는 것이다. 유한 차원의 경우 다항 함수 미적분은 연산자에 대한 많은 정보를 제공한다. 예를 들어, 연산자 {\displaystyle T}를 소멸시키는 다항식 계열을 고려하자. 이 계열은 다항식 환에서 이데알이다. 게다가 그것은 자명하지 않은 이데알이다. {\displaystyle n}을 행렬의 대수학의 유한 차원이라하자. 그러면 {\displaystyle \{I,T,T^{2},\ldots ,T^{n}\}} 선형 종속이다. 그래서  {\displaystyle \sum _{i=0}^{n}\alpha _{i}T^{i}=0}인 모두 0은 아닌 스칼라 {\displaystyle \alpha _{i}}들이 존재한다. 이것은 다항식 {\displaystyle \sum _{i=0}^{n}\alpha _{i}x^{i}} 이데알에 있음을 의미하다. 다항식 환은 주 이데알 정역이므로 이 이데알은 어떤 다항식 {\displaystyle m}에 의해 생성된다. 필요한 경우 단위를 곱하여  {\displaystyle m} 모닉임을 선택할 수 있다. 이렇게 하면 다항식 {\displaystyle m}은 {\displaystyle T}의 최소 다항식이다. 이 다항식은 {\displaystyle T}에 대한 깊은 정보를 제공한다. 예를 들어, 스칼라 {\displaystyle \alpha }가 {\displaystyle T}의 고유값임과 {\displaystyle \alpha }가 {\displaystyle m}의 근임은 동치이다. 또한 때로는 {\displaystyle m}은 {\displaystyle T}의 지수를 효율적으로 계산하는 데 사용할 수 있다.
다항식 미적분은 무한 차원의 경우에는 유익하지 않는다. 다항식 미적분학의 일방적 이동을 고려하라. 위에서 정의한 이데알은 이제 자명하다. 따라서 다항식보다 더 일반적인 함수 계산에 관심이 있다. 이 주제는 스펙트랄 이론과 밀접하게 연결되어 있다. 대각 행렬이나 곱셈 연산자 의 경우 정의가 무엇인지 명확하기 때문이다.

## 같이 보기
- Borel functional calculus
- Continuous functional calculus
- Direct integral
- Holomorphic functional calculus

## 참고 문헌
- “Functional calculus”. 《Encyclopedia of Mathematics》 (영어). Springer-Verlag. 2001. ISBN 978-1-55608-010-4.